# Kang Kon
Kang Kon (tiếng Triều Tiên: 강건, Hanja: 姜健, phiên âm Hán Việt: Khương Kiện; 23 tháng 6 năm 1918 – 8 tháng 9 năm 1950), còn được phiên âm thành Kang Kŏn hay Gang Geon, là một nhà lãnh đạo quân sự và chính khách Triều Tiên, hoạt động ở Mãn Châu và bán đảo Triều Tiên. Ông từng giữ chức Tổng tham mưu trưởng Quân đội Nhân dân Triều Tiên, là sĩ quan cao cấp nhất của phía Cộng hòa Nhân dân Triều Tiên tử trận trong Chiến tranh Triều Tiên.

## Cuộc đời và sự nghiệp

### Tham gia cuộc chiến kháng Nhật
Nguyên tên ông là Kang Shin-tae (tiếng Triều Tiên: 강신태, Hanja: 姜信泰, Khương Tín Thái) sinh ngày 23 tháng 6 năm 1918, tại Sangju, Gyeongsangbuk-do (nay thuộc Hàn Quốc), Gia đình ông chuyển đến Cát Lâm, Mãn Châu khi ông còn nhỏ và ông đã lớn lên ở đó. Khi còn là một thiếu niên, ông đã hoạt động tích cực tuyển mộ quân du kích chống Nhật cho người bạn lâu năm của mình, Kim Il Sung, và được nhớ đến là người có chiều cao bất thường, vượt trội so với những người khác. Kang tham gia cuộc chiến tranh chống Nhật ở Mãn Châu năm 1932, bị truy bắt và trốn sang lãnh thổ Liên Xô vào đầu những năm 1940. Tại đây, ông trở thành một sĩ quan của Lữ đoàn Độc lập 88 Hồng quân, một đơn vị đặc biệt, bao gồm các binh sĩ Triều Tiên và Trung Quốc, cũng như người bạn Kim Il Sung.

### Trở về Triều Tiên
Mùa hè năm 1946, Kang từ Liên Xô trở về Triều Tiên để giúp thành lập Quân đội Nhân dân Triều Tiên và đến năm 1948, ông được bổ nhiệm làm Tổng tham mưu trưởng. Ông cũng là thành viên của Ủy ban Trung ương Đảng Lao động Triều Tiên và là thành viên của Hội đồng Nhân dân Tối cao. Mặc dù Kang (và một số sĩ quan gốc Triều Tiên khác từng chiến đấu ở Mãn Châu) có trình độ quân sự tốt hơn Kim, nhưng Kim được khuyến khích nắm quyền lãnh đạo đất nước mới vì khả năng chính trị cũng như sự thân cận với phía Liên Xô.
Trên cương vị Tổng tham mưu trưởng, Kang giữ vai trò quan trọng trong việc hoạch định kế hoạch tấn công lãnh thổ Nam Triều Tiên với sự giúp đỡ của các nhà chiến lược chiến tranh Nga  và ông cũng là người được chọn để lãnh đạo cuộc tấn công này. Kang được biết đến như một người lính tàn nhẫn, thể hiện qua các đội quân mà ông chỉ huy; họ hiếu chiến, mạo hiểm và khát khao một chiến thắng nhanh chóng trước ngày 15 tháng 8, như mục tiêu mà lãnh tụ Kim đề ra.

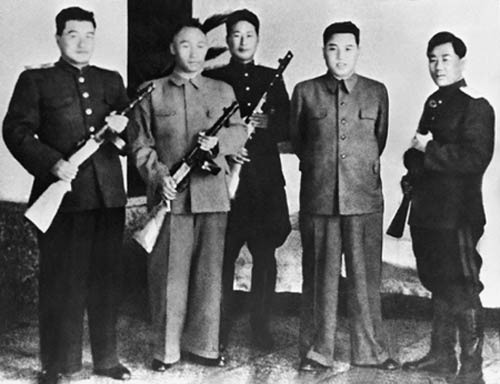
Choi Yong-kun, Kim Chaek, Kim Il, và Kang Kon nhận súng tiểu liên Kiểu 49 sản xuất trong nước đầu tiên từ Chủ tịch Kim Il Sung.

### Cuộc chiến Triều Tiên
Chiến tranh nổ ra, Kang Kon lãnh đạo các hoạt động tác chiến của Quân đội Nhân dân Triều Tiên, nhanh chóng tiến quân về phía đông nam tới Busan. Những nỗ lực quân sự của ông đã thành công và đã đẩy các lực lượng quân đội Hàn Quốc và Liên Hợp Quốc xuống Vành đai Pusan. Vào sáng ngày 4 tháng 8 năm 1950, Triều Tiên đã sẵn sàng giáng đòn cuối cùng và chiếm được khu vực do Liên Hợp Quốc kiểm soát cuối cùng trên bán đảo. Tuy nhiên, ngay vào sáng ngày 4 tháng 8, khi Trận chiến Vành đai Pusan bắt đầu, Kang đã bị thương khi sở chỉ huy tạm thời của ông (đóng trong một nhà máy đóng gói thịt bị bỏ hoang, do những bức tường bê tông dày, ban đầu được xây dựng để làm lạnh, che đỡ) bị một quả bom nặng 500 pound tấn công. bom. Vụ nổ đã giết chết 3 người và làm bị thương 8 người, một trong số đó là Kang. Khi đó, ông đang ở trong phòng radio để kiểm tra tin nhắn vào thời điểm vụ nổ xảy ra và bị thương ở đầu và gãy cẳng tay.

### Cái chết
Chỉ 4 ngày sau, ngày 8 tháng 9 năm 1950, Kang và một số người khác đã bị giết bởi một quả mìn ở Andong, Gyeongbuk, không xa quê hương của ông. Tài liệu phía Trung Quốc cho rằng ông bị tử thương do không kích.
Tang lễ của ông được người bạn cũ Kim Il Sung tổ chức trọng thể tại Bình Nhưỡng 2 ngày sau khi ông tử thương. Ông được phong tặng danh hiệu "Anh hùng Cộng hòa"  và đích thân Kim Il-sung và Pak Hŏnyŏng khiêng quan tài di quan.

## Di sản
Năm 1968, Kim Il Sung đã dựng một bức tượng cho Kang, và có một trường quân sự ở Bắc Triều Tiên mang tên ông, Học viện Quân sự Kang Kon.